# Naturphänomene
Naturphänomene (kurz: NPh) ist das fächerübergreifende naturwissenschaftliche Fach der Klassen 5 und 6 in baden-württembergischen Gymnasien. 

## Ziele des Fachs
Das Fach Naturphänomene baut auf dem Fach Sachunterricht der Grundschule auf. Die Schüler gewinnen zunehmend Einblicke in naturwissenschaftliche und technische Denk- und Arbeitsweisen. Die erworbenen Kenntnisse und Fertigkeiten werden in den Fächern Physik, Chemie, Biologie‚ Geographie und Naturwissenschaft und Technik (NwT) weiterentwickelt. 

## Themen
Folgende vier Themenkreise werden in den Bildungsstandards genannt:
1. Wasser, z. B. Auftrieb, Aggregatzustände, Lösungsverhalten, Trennung von Gemischen, Mikroskopieren
2. Magnetismus und Elektrizität, z. B. Eigenschaften magnetischer Materialien, Stromkreis, Leitfähigkeit
3. Luft und Feuer, z. B. Druck, Temperatur, Atemfrequenz und -volumen, Verbrennungsvorgang, Erhitzen/Brennen/Schmelzen
4. Technik, z. B. Herstellung eines technischen Objekts

## Umsetzung
Der zweijährige Unterricht wird an vielen Schulen in vier Halbjahre eingeteilt, in denen jeder Themenkreis von einem anderen Lehrer unterrichtet wird.
Wie die Inhalte an einer bestimmten Schule umgesetzt werden, ist im – individuell von jeder Schule erstellten – Schulcurriculum festgelegt. Grundlage der Curricula sind die Bildungsstandards des Faches.